# Бошко Милин
Бошко Милин (Београд, 1966 — Београд, 12. октобар 2021) био је српски универзитетски професор, драматург, позоришни критичар, сценариста и преводилац.

## Биографија
Дипломирао је драматургију на Факултету драмских уметности као студент генерације 1989. Магистрирао је театрологију на тему раних драма Јосипа Кулунџића на матичном факултету. Био је стипендиста владе Републике Аустрије за проучавање позоришне уметности у периоду 1991. до 1993. године.
На ФДУ је радио као редовни професор и предавао је предмете Позоришна и радио драматургија, Упоредна анализа драматургије медија и Методи научног проучавања.
Објавио је низ текстова у Зборнику Факултета драмских уметности, листовима Сцена и Театрон.
Био је критичар трећег програма Радија Београд.
Милин је био драматург Theater zum Fürchten из Беча и Народног позоришта у Београду.
Написао је сценарио за Вуков школски час крајем 2008 године.
Он је два пута (2008. и 2010) био добитник Стеријине награде за позоришну критику „Миодраг Кујунџић”. Такође је био селектор Стеријиног позорја 2001, 2002. и 2018.
Ван земље је објављивао у зборницима: The Changing Scene - Theatre and Performance in Eastern Europe Between Engagement and Escapism и Le théâtre d’ajourd’hui en Bosnie-Herzegovine, Croatie, Serbie et au Monténégro – Entre l’engagement et la fuite, Revue des Études slaves, Institut d’Études slaves, Paris-Sorbonne.

## Дела
Књиге
- Лавиринти експресионизма, 2008.[6]
- СВЕТИОНИК ДАДОВ – 60 година постојања, 2018.[7]

Радио драме
- Летећи Холанђанин[8]
- Синатрина доктрина[8]
- Др Светислав Стефановић[8]
- Велимир Живојиновић Масука[8]

Друго
- После милион година, адаптација, 1995.[9]
- Пацијенти младог Кирилова, драмска обрада сцене Јосипа Кулунџића[8]
- Роберт Бентон: конвенција као надахнуће, есеј објављен у зборнику „Светло у тами: Нови Холивуд” 1991. године
- Краљица Марго, Народно позориште Београд, либрето за балет
- Јован Христић - позоришни критичар и професор позоришне критике, сепарат[10]

Преводи
- Казимир и Каролина, 2014.[11]
- Италијанска ноћ, 2004.[11]
- Из јуначког живота грађанства[11]
- Приче из бечке шуме, 2012.[11]
- Широки свет, 2021.[11]